# Alfonsina Storni
Alfonsina Storni (Sala Capriasca, 29 de mayo de 1892 - Mar del Plata, 25 de octubre de 1938) fue una poetisa y escritora argentina vinculada con el modernismo.
Sus padres eran dueños de una cervecería en la ciudad de San Juan y regresaron a Suiza, su país de origen, en 1891. En 1896 volvieron a Argentina junto con Alfonsina, quien había nacido en aquel país. En San Juan concurrió al jardín de infantes y allí transcurrió la primera parte de su niñez. A principios del siglo XX la familia se mudó a la ciudad de Rosario (provincia de Santa Fe), donde su madre fundó una escuela domiciliaria y su padre instaló un café cerca de la estación de ferrocarril Rosario Central. Alfonsina se desempeñó como camarera en el negocio familiar; pero, dado que este trabajo no le gustaba, se independizó y consiguió empleo como actriz. Más tarde recorrería varias provincias en una gira teatral.
Storni ejerció como maestra en diferentes centros educativos y escribió sus poesías y algunas obras de teatro durante este período. Su prosa es feminista y, según la crítica, posee una originalidad que cambió el sentido de las letras de Latinoamérica. En su poesía deja de lado el erotismo y aborda el tema desde un punto de vista más abstracto y reflexivo. La crítica literaria, por su parte, clasifica en tardorrománticos los textos editados entre 1916 y 1925 y a partir de Ocre encuentra rasgos de vanguardismo y recursos como el antisoneto (soneto en verso blanco). Sus composiciones reflejan, además, la enfermedad que padeció durante gran parte de su vida y muestran la espera del punto final de su vida, expresándolo mediante el dolor, el miedo y otros sentimientos desmotivacionales.
Le diagnosticaron cáncer de mama, del cual fue operada. A pedido de un medio periodístico Storni se realizó un estudio de quirología, cuyo diagnóstico no fue acertado. Esto la deprimió aún más y le provocó un cambio radical en el carácter que la llevó a descartar los tratamientos médicos para combatir la enfermedad.
Se suicidó en la ciudad de Mar del Plata arrojándose de la escollera del Club Argentino de Mujeres. Alfonsina consideraba que el suicidio era una elección concedida por el libre albedrío y así lo había expresado en un poema dedicado a su amigo y amante, el escritor Horacio Quiroga, quien también se había suicidado. Hay versiones románticas que dicen que se internó lentamente en el mar y sirvieron como inspiración para componer la zamba «Alfonsina y el mar», la cual relata el suceso y sugiere el motivo. Su cuerpo fue velado inicialmente en Mar del Plata y finalmente en Buenos Aires. Sus restos se encuentran enterrados en el cementerio de la Chacarita.

## Trayectoria

### Infancia y juventud

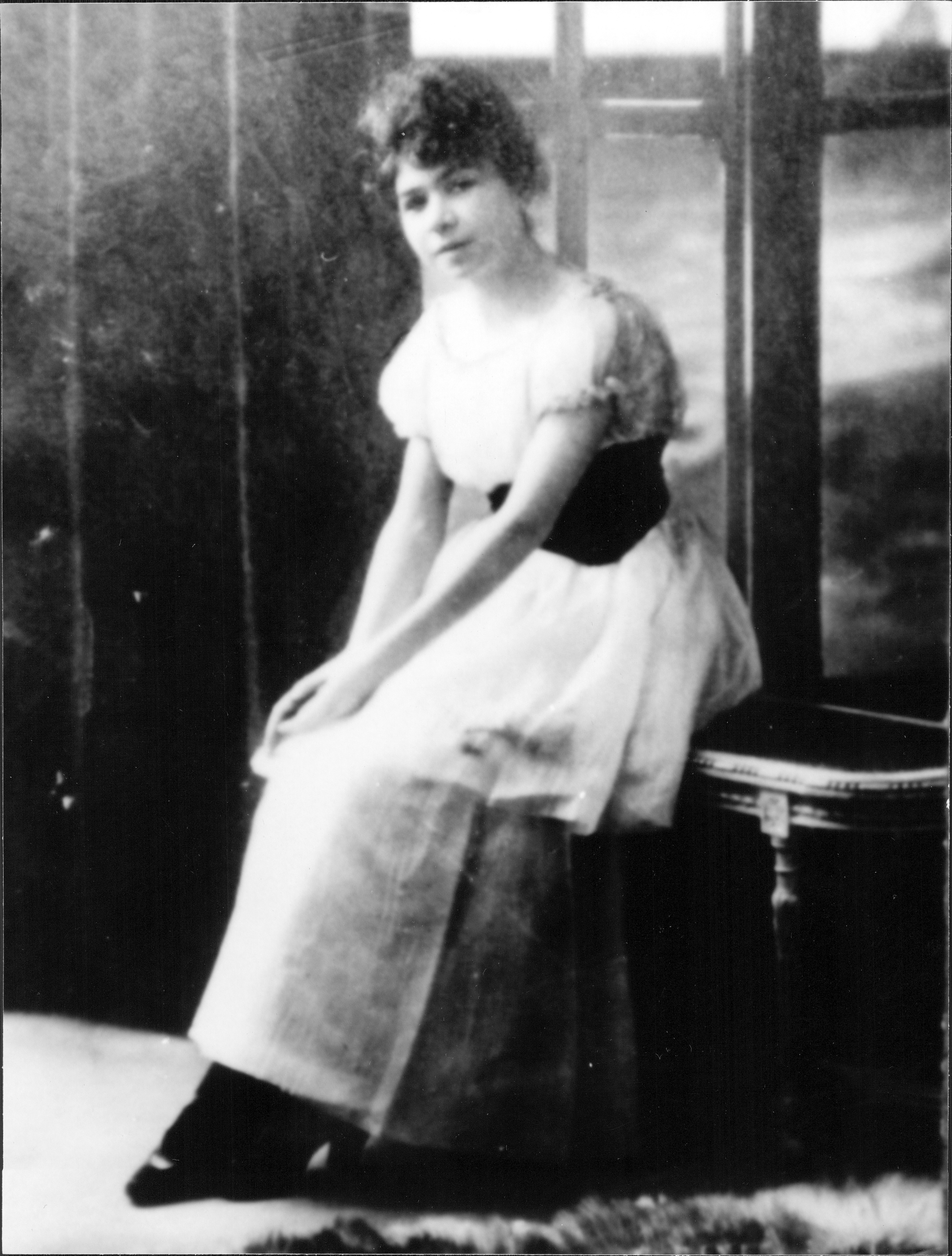
Alfonsina Storni a los 24 años cuando publicó La inquietud del rosal.

Sus padres fueron Alfonso Storni y Paulina Martignoni, quienes junto a sus hermanos mayores, María y Romero, llegaron a la provincia de San Juan desde Lugano, Suiza, en 1880. Fundaron una pequeña empresa familiar y, años después, las botellas de cerveza etiquetadas «Cerveza Los Alpes, de Storni y Cía» comenzaron a circular por toda la región.
En 1891 la familia viajó a Suiza, mientras que los hermanos permanecieron en San Juan. El 29 de mayo de 1892 nació Alfonsina,  la tercera hija del matrimonio, en la aldea Sala Capriasca, 8 km al norte de la ciudad de Lugano. Su padre, un hombre «melancólico y raro», fue quien eligió el nombre. Años más tarde, Alfonsina le diría a su amigo Fermín Estrella Gutiérrez (1900-1990): «Me llamaron Alfonsina, que quiere decir ‘dispuesta a todo’». Hay otras versiones que indican que nació el 22 de mayo pero la registraron el 29, y otras que afirman que nació en un barco en alta mar. Fue bautizada en la parroquia de Tesserete, la aldea contigua a Capriasca, lugar en el que actualmente se puede leer en el margen del acta de bautismo una inscripción realizada por el sacerdote Osvaldo Crivelli que dice: «Grande poetesa morta al mar della Plata».
Alfonsina aprendió a hablar en italiano, y en 1896 regresó a San Juan, de donde son sus primeros recuerdos.

Estoy en San Juan, tengo cuatro años; me veo colorada, redonda, chatilla y fea. Sentada en el umbral de mi casa, muevo los labios como leyendo un libro que tengo en la mano y espío con el rabo del ojo el efecto que causo en el transeúnte. Unos primos me avergüenzan gritándome que tengo el libro al revés y corro a llorar detrás de la puerta.

Su madre la anotó en el jardín de infantes, donde se la recuerda como una chica curiosa y que hacía muchas preguntas, imaginaba mucho y mentía. Su madre tenía dificultades para enseñarle a decir la verdad. Inventaba incendios, robos, crímenes que nunca aparecían en los policiales de los periódicos, metía a su familia en líos y en una oportunidad invitó a sus docentes a pasar las vacaciones en una quinta imaginaria en la periferia de la ciudad.
El recuerdo de su padre lo reflejó en el poema A mi padre, el cual se basa en la actitud melancólica de su progenitor, que en esa época promediaba los treinta años, y en otro recita:

Que por días enteros, vagabundo y huraño
 no volvía a la casa, y como un ermitaño
 se alimentaba de aves, dormía sobre el suelo
 y sólo cuando el Zonda, grandes masas ardientes
 de arena y de insectos levanta en los calientes
 desiertos sanjuaninos, cantaba bajo el cielo.

Si bien la imagen del padre tiene matices melancólicos, la de la madre refleja tristeza oculta que muestra, a su vez, la marca de la resignación femenina. De ella escribió:

Dicen que silenciosas las mujeres han sido
de mi casa materna... Ah, bien pudieran ser.
A veces, en mi madre apuntaron antojos
 de liberarse, pero se le subió a los ojos
una honda amargura y en la sombra lloró.

Se supone que esta descripción de la madre corresponde a la época que precedió a la mudanza a Rosario y a los años posteriores, que fueron difíciles. En 1900 nació Hildo Alberto, el último hermano, a quien tuvo que proteger.

### Viaje a Rosario
En 1901 la familia se trasladó nuevamente, esta vez al Barrio Echesortu, de la ciudad de Rosario, provincia de Santa Fe, por motivos desconocidos. Llevaron consigo algunos ahorros con los que Paulina abrió una pequeña escuela domiciliaria, y pasó a ser la cabeza de una familia numerosa, pobre y sin nadie que la manejara. Los alumnos abonaban un peso con cincuenta cada uno y llegaron a ser cincuenta; sin embargo, la ganancia de setenta y cinco pesos mensuales no permitía una vida cómoda.
Instalaron el Almacén Café Suizo en calle Mendoza 3699 esquina Constitución, cerca de la Estación Central del Ferrocarril Provincial de Santa Fe, actual Terminal de Ómnibus; no se sabe la fecha con certeza, pero sí que el proyecto fracasó. Alfonsina dejó de asistir a la escuela y comenzó a trabajar lavando platos y atendiendo las mesas a la edad de diez años. Las demás mujeres se pusieron a trabajar de costureras. El fracaso lo puede haber provocado la imposibilidad de manejar el negocio y el alcoholismo del padre, quien se sentaba en una mesa a beber hasta que su esposa, junto con uno de sus hijos, lo arrastraban hasta su cama. Una vez cerrado el almacén, se mudaron de casa, su hermana María se casó y Ricardo, su esposo, falleció por causas que no se conocen. Este hecho coincide con la edad en que Alfonsina empezó a escribir poesías. Tenía un mal recuerdo de aquel momento y lo expresó de esta manera:

A los doce años escribo mi primer verso. Es de noche; mis familiares ausentes. Hablo en él de cementerios, de mi muerte. Lo doblo cuidadosamente y lo dejo debajo del velador, para que mi madre lo lea antes de acostarse. El resultado es esencialmente doloroso; a la mañana siguiente, tras una contestación mía levantisca, unos coscorrones frenéticos pretenden enseñarme que la vida es dulce. Desde entonces, los bolsillos de mis delantales, los corpiños de mis enaguas, están llenos de papeluchos borroneados que se me van muriendo como migas de pan.

Las tareas domésticas no le dejaban tomarse un descanso, ya que tenía que ayudar con la costura a su madre hasta la madrugada y con las tareas escolares a su hermanito. Una fotografía tomada en 1905 los muestra sentados en un sillón de mimbre y al niño vestido con trajecito de marinero. Esta toma fue hecha por un fotógrafo del barrio un día que ella vistió a su hermano y salió con él, según relató Olimpia Perelli, su media hermana.
Durante el tiempo que la familia Storni estuvo radicada en el barrio, los primeros poemas de Alfonsina comienzan a tener estado público, pues se publican en la revista Monos y Monadas, que en ese entonces se editaba en la ciudad. Precisamente allí, en su número 82 del 8 de enero de 1912, se da a conocer el bonito poema titulado “Anhelos”, inspirado en el legendario ombú que durante muchos años fuera parte primordial de la Quinta San Pedro.

ANHELOS
“Bajo el ombú, que eleva majestuoso
su verde copa en la lanosa pampa
he sollozado un día los recuerdos
que viven en el alma.
Bajo el ombú, coloso de lo inmenso,
cuando la noche silenciosa y quieta
iba robando al día sus colores
lloré mi dicha muerta.
Testigo fue del dolorido grito
con que en las horas del dolor pasadas,
el corazón rebelde al sufrimiento
protestas levantara.
Tiempo hacía ya que de la herida abierta
la sangra gota a gota no manaba
Tiempo hacía ya de su tronco hermoso
la suerte me alejaba.
Y hoy al mirarlo, siento que de nuevo
acuden en tropel viejas nostalgias
que en el fondo de mi alma dolorida
juzgaba sepultadas.
Mas, si el dolor de nuevo en mí provocas
no he de odiarte por eso, árbol querido,
que al cadáver del indio vagabundo
un día diste abrigo.
Y en prueba yo también, como ese ignaro
quiero por cruz tu sombra silenciosa;
y en vez de blanca lápida labrada
el verde de tus hojas.

### Trabajos previos
El trabajo hogareño no la conformaba, ya que no le rendía económicamente y conllevaba largas horas de encierro. Para cambiar su situación, buscó trabajo en forma independiente: lo encontró en una fábrica de gorras y, posteriormente, se la vio entregando volantes en algún festejo del Día de los Trabajadores.
En 1907 Manuel Cordero, un director teatral que estaba de gira en las provincias junto con su compañía, arribó a Rosario. Lo hizo en Semana Santa, con el objetivo de representar las Escenas de la Pasión. Paulina tomó contacto con la compañía y se le asignó el papel de María Magdalena. Alfonsina, por su parte, asistió a los ensayos y, dado que dos días antes del estreno se enfermó la actriz que personificaba a San Juan Evangelista y que ella sabía de memoria todos los papeles y no le incomodaba interpretar a un hombre, la reemplazó. Al otro día la prensa elogió su actuación.
Al poco tiempo visitó Rosario la compañía de José Tallavi para entrevistarse con Alfonsina, quien les demostró que podía recitar y memorizar largos versos, y se le ofreció trabajo. De esta manera, Alfonsina dejó la casa de Rosario junto al resto de su familia. En un año recorrió Santa Fe, Córdoba, Mendoza, Santiago del Estero y Tucumán representando Espectros (de Henrik Ibsen), La loca de la casa (de Benito Pérez Galdós) y Los muertos (de Florencio Sánchez). No se conocen mayores detalles de este año de gira; únicamente se sabe que intercambió correspondencia con Julio Cejador, un filólogo español.
Según declaró a la revista El Hogar, a su regreso escribió su primera obra de teatro, Un corazón valiente; sin embargo, no han quedado testimonios de este hecho. Además, se enteró de que su madre había contraído matrimonio con Juan Perelli, un tenedor de libros, y que se había mudado a la localidad de Bustinza, donde había establecido nuevamente su escuela domiciliaria. Para poder visitarla, el 24 de agosto de 1908 se trasladó en tren hasta Cañada de Gómez,  donde la esperaba José Martínez para trasladarla hasta el pueblo en un break con capota, utilizado para trasladar la correspondencia hasta dicho lugar. Esa noche asistió a una fiesta en la casa del juez de paz, Bartolomé Escalante, e inició una amistad con algunas jovencitas del lugar, a quienes visitaba y acompañaba cuando andaban a caballo.
Se alojó en la casa alquilada por su madre frente a la plaza, donde jugaba al tenis con Prima Correa, hija de la dueña de la propiedad, utilizando unas grandes alpargatas negras como raquetas. En el galpón del fondo de la propiedad solía fumar a escondidas cigarrillos de chala con Rafaela Ramírez, una joven del pueblo. También asistía a paseos, fiestas vecinales y celebraciones religiosas.
Dictaba clases de recitado y de buenos modales en la escuela de su madre. Una alumna suya, Amalia Medina, la definió como una persona muy fina en su porte, en su bailar y en su mímica. Aunque se la caracterizaba como una persona delicada y cariñosa, hay testimonios de algunos días melancólicos en que se encerraba en sí misma y cantaba canciones tristes y dolientes.

### Carrera docente
En 1909 dejó el hogar materno para terminar sus estudios en Coronda. En esa localidad se dictaba la carrera de maestro rural, en la Escuela Normal Mixta de Maestros Rurales. En el registro de inscripciones aparece la leyenda «Alfonsina Storni, 17 años, suiza». Fue aceptada por su entusiasmo, aunque no tenía certificado de estudios primarios y tampoco aprobó el examen de ingreso, pero la escuela recién abría y necesitaba alumnos, según declaró la señorita Gervasoni, directora del establecimiento, quien además dijo que Alfonsina mostraba interés en progresar. Además, la nombraron celadora a cambio de un sueldo de cuarenta pesos. La pensión donde se alojaba le costaba veinticinco pesos, lo que la obligaba a mantenerse con los quince pesos restantes. Este alojamiento era propiedad de Mercedes Gervasoni de Venturini, la hermana de la directora del colegio. Es posible que Alfonsina cobrara una beca estatal de treinta pesos, gestionada por el diputado Mardoquio Contreras, pero este hecho no está comprobado.
Su profesora de idioma nacional, Emilia Pérez de la Barra, la estimuló a trabajar porque había detectado en ella condiciones de escritora. Por su parte, la secretaria de la institución, Carlota Garrido de la Peña, una escritora santafesina, propuso publicar un boletín del colegio que reflejara las actividades de este y del lugar. En el segundo número se describe que la alumna docente Storni cantó una romanza con voz dulce y sentimental y en los números cuatro a siete se publicó un trabajo expuesto en unas conferencias sobre temas pedagógicos que se celebraban todos los sábados por los alumnos del segundo año. Se trataba de un método para enseñar aritmética en los primeros grados.
En 1910 comenzó a realizar viajes los fines de semana sin que nadie supiese adónde iba y de dónde conseguía el dinero. Alguien se dio cuenta de que viajaba a Rosario. En la ciudad de San Lorenzo, durante la celebración del aniversario de la batalla de San Lorenzo, le pidieron que cantara. En un escenario adornado de banderas argentinas entonó la «Cavatina» de El Barbero de Sevilla de Rossini. Le pidieron un bis y en un momento de silencio alguien afirmó en voz alta que era la muchacha que cantaba en Rosario en un lugar de dudosa reputación, a lo que el público respondió con risas. Al regresar a la pensión escribió en una nota: «Después de lo ocurrido no tengo ánimos para seguir» y se perdió de vista. La nota fue hallada por la esposa del comisario, que fue a su habitación a la hora de la comida para ver por qué no llegaba. Salió la familia a buscarla y la encontraron en un barranco llorando. El comisario le palmeó la espalda y se tranquilizó. Por la noche recuperó el humor, pero esta escena pudo ser el presagio de lo que pasaría treinta años después.
Su madre asistió a la entrega de diplomas de maestros. En el programa del acto figuraban tres poemas de Alfonsina; uno de ellos fue recitado por alumnos del jardín de infantes y titulado «Un viaje a la Luna». Ese año el tema planetario estaba de moda porque se había visto al cometa Halley, lo cual despertó temor en la población e incluso suicidios.
Además, entonó «Libiamo ne' lieti calici», el brindis de La Traviata de Verdi, y antes de irse le dedicó a la directora María Margarita Gervasoni un poema llamado «El maestro», que incluyó la frase «a mi inteligente y noble directora».

### Poeta en Buenos Aires
En 1911 se trasladó a Buenos Aires, llevando consigo sus pocas pertenencias. Arribó a la estación del ferrocarril del Norte (actualmente Retiro) y se hospedó en una pensión hasta el año siguiente. El 21 de abril de 1912 nació su hijo Alejandro, sin padre conocido. El parto se llevó a cabo en el hospital San Roque (hoy Hospital Ramos Mejía). Más tarde madre e hijo se debieron mudar a una casa compartida con un matrimonio.
Descansó unos meses y en 1913 consiguió trabajo de cajera en una farmacia y posteriormente en la tienda A la Ciudad de México. Realizó algunas colaboraciones en la revista Caras y Caretas, se supone que mediante recomendación. La remuneración era de veinticinco pesos. Además, leía todos los avisos que ofrecían empleos hasta que encontró una solicitud de «corresponsal psicológico» que contara con redacción propia. La empresa solicitante se llamaba Freixas Hermanos, y se dedicaba a la importación de aceite. Cuando se presentó a la entrevista laboral, era la única mujer entre cien postulantes y tuvo que insistir firmemente para que le permitieran ser evaluada. El examen consistió en la redacción de una carta comercial y dos avisos publicitarios, uno de yerba mate y otro de aceite de la firma. Al cabo de unos días le notificaron que era la elegida. Por ser mujer, su sueldo fue de doscientos pesos, cuando al anterior empleado le pagaban cuatrocientos. En Caras y Caretas se relacionó con José Enrique Rodó, Amado Nervo, José Ingenieros y Manuel Baldomero Ugarte; fue con los dos últimos con quienes su amistad fue más profunda. Con este empleo, su situación económica mejoró, por lo que pudo realizar viajes frecuentes a Montevideo, donde conoció a la poeta uruguaya Juana de Ibarbourou y al que sería su gran amigo, el escritor también uruguayo Horacio Quiroga.

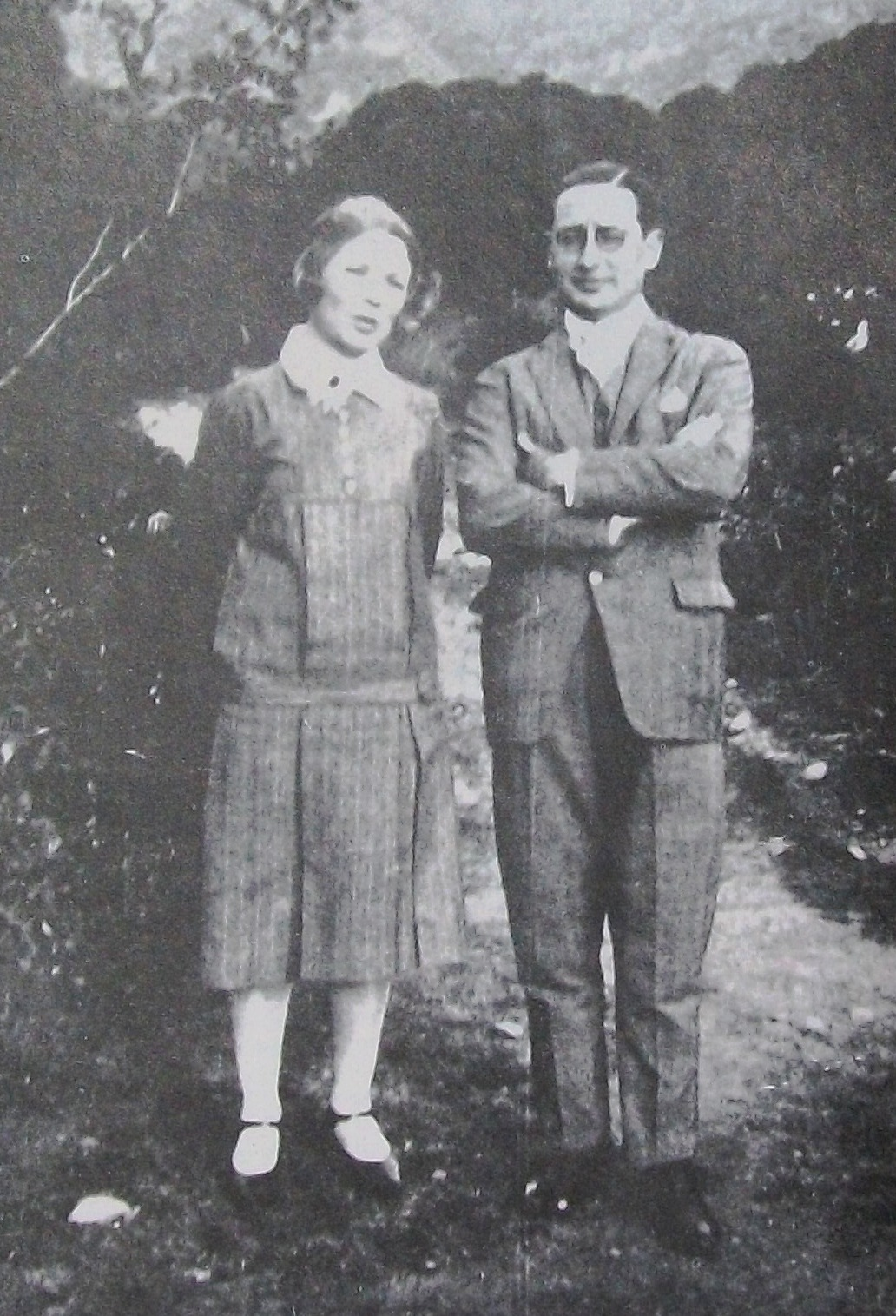
Storni junto a uno de sus amigos, el escritor Fermín Estrella Gutiérrez (1900-1990), en Córdoba en 1922 quien le sobrevivió 51 años.

En 1916 comienza a publicar poemas y prosa, todavía sin el carácter de colaboradora permanente, en la revista literaria La Nota, fundada y dirigida por Emín Arslán. En dicha revista estuvo a cargo de una sección permanente entre el 28 de marzo y el 21 de noviembre de 1919. En La Nota publicó por ejemplo los poemas Convalecer y Golondrinas.
La inquietud del rosal, un libro de poesías donde expresaba sus deseos como mujer y describía su condición de madre soltera sin ningún tipo de complejo, se publicó en 1916, aunque nunca le pudo pagar la edición al impresor. Lo escribió en su trabajo mientras dictaba órdenes y correspondencias a la mecanógrafa. En un encuentro que tuvo con el poeta Félix Visillac le leyó los versos; al terminar, este le propuso acompañarla a la imprenta de Miguel Calvello, quien aceptó imprimir el libro a cambio de quinientos pesos por quinientos ejemplares. Alfonsina aceptó pero nunca pagó la cuenta porque no logró reunir el dinero. Además, le ofreció a Leopoldo Lugones los originales por miedo a ser acusada de impúdica a causa de esta publicación, y también le dio una dirección postal, Belgrano 843. No hay referencia alguna de que Lugones respondiera. El poeta era celoso de sus potenciales rivales, y más aún tratándose de una mujer, por lo que jamás le dedicó ninguna de sus críticas.
El libro no tuvo una buena aceptación. La revista Nosotros, de Roberto Giusti y Alfredo Bianchi, le dedicó media página en marzo de 1916 diciendo: «libro de una poeta joven y que no ha logrado todavía la integridad de sus cualidades, pero que en el futuro ha de darnos más de una valiosa producción literaria». Llevó a Rosario cien ejemplares y le comentó a su madre que había vendido muy pocos ejemplares por ser una escritora inmoral.
La publicación de este libro le permitió ingresar a los cenáculos de escritores, como la primera mujer en integrarlo. Además, la ayuda del poeta Juan Julián Lastra y las colaboraciones en Caras y Caretas le permitieron relacionarse con los editores de la revista Nosotros, una revista literaria que reunía a los escritores más conocidos. A las reuniones asistía llevando su libro como carta de presentación. Su primera reunión fue una comida en homenaje a Manuel Gálvez, quien festejaba el éxito de su obra El mal metafísico. En esta oportunidad, Alfonsina recitó algunos de sus versos y otros de Arturo Capdevilla, y se destacó su voz metálica.
A raíz de algunas críticas de sus jefes en su trabajo de corresponsal psicológico, quienes no veían bien que la escritora de un libro que lindaba con la inmoralidad trabajase allí, tuvo que renunciar. Le prometieron dejarla seguir si les aseguraba que no volvería a repetirse, pero ella no aceptó, según una versión contada por Conrado Nalé Roxlo; hay otras versiones que indican que fue por problemas de salud.
Amado Nervo, el poeta mexicano paladín del modernismo junto con Rubén Darío, publicó sus poemas también en Mundo Argentino, y esto da una idea de lo que significaría para ella, una escritora sin reconocimiento aún, el haber llegado hasta aquellas páginas. En 1919, Nervo llegó a la Argentina como embajador de su país, y frecuentó las mismas reuniones que Alfonsina. Ella le dedicó un ejemplar de La inquietud del rosal, y lo llamó en su dedicatoria «poeta divino». Vinculada entonces a lo mejor de la vanguardia novecentista, que empezaba a declinar, en el archivo de la Biblioteca Nacional uruguaya, hay cartas al uruguayo José Enrique Rodó, otro de los escritores principales de la época, modernista, autor de Ariel y de Los motivos de Proteo, ambos libros pilares de una interpretación de la cultura americana. El uruguayo escribía, como ella, en Caras y Caretas y era, junto con Julio Herrera y Reissig, el jefe indiscutido del por ese entonces nuevo pensamiento en el Uruguay. Ambos contribuyeron a esclarecer los lineamientos intelectuales americanos a principios de siglo, como lo hizo también Manuel Ugarte, cuya amistad le llegó a Alfonsina junto con la de José Ingenieros.
Eran épocas de crisis, en las que la poesía no alcanzaba para vivir. Para complementar sus actividades, Storni escribía gratis para el periódico La Acción ―de tendencia socialista― y en la revista Proteo ―de tendencia latinoamericanista―. Buscó un trabajo más rentable y consiguió ser directora en el colegio Marcos Paz, en la calle Remedios de Escalada y Argerich. La escuela, perteneciente a la Asociación Protectora de Hijos de Policías y Bomberos, funcionaba en una casa rodeada de un gran jardín, y además tenía una biblioteca con más de dos mil libros que le permitió completar sus lecturas.
Poco después de conseguir dicho empleo se mudó a una casa en la calle Acevedo 2161, que se encontraba más cerca del establecimiento, junto a su hermana. Cuando asistía a los encuentros literarios dejaba a su hijo Alejandro ―de cinco años― con la hermana, su amiga Josefina Grosso y Josefina, la hija de esta última, que jugaba con él para entretenerlo.
Su voluntad no la abandonó, y siguió escribiendo. En 1918 publicó El dulce daño. El 18 de abril de ese año se le ofreció una comida en el restaurante Génova, de la calle Paraná y Corrientes, donde se reunía mensualmente el grupo de Nosotros, y en esa oportunidad se celebró la aparición de El dulce daño. Los oradores fueron Roberto Giusti y José Ingenieros, su gran amigo y protector, y a veces su médico. Alfonsina se estaba reponiendo de la gran tensión nerviosa que la había obligado a dejar momentáneamente su trabajo en la escuela, pero su cansancio no le impidió disfrutar de la lectura de su poema Nocturno, hecha por Giusti, en traducción al italiano de Folco Testena.
En 1918, Alfonsina recibió una medalla de miembro del Comité Argentino Pro Hogar de los Huérfanos Belgas, donde también se homenajeó a Alicia Moreau de Justo y Enrique del Valle Iberlucea por haber aparecido como concurrente a un acto en defensa de Bélgica, con motivo de la ocupación alemana. Ese año siguió visitando Montevideo, donde hasta su muerte frecuentaría a sus amigos uruguayos. Juana de Ibarbourou diría lo siguiente, años después de la muerte de la poetisa argentina:

Su libro Languidez (de 1920) había merecido el Primer Premio Municipal de Poesía y el Segundo Premio Nacional de Literatura. También en 1920 vino por primera vez a Montevideo. Era joven y parecía alegre; por lo menos su conversación era chispeante, a veces muy aguda, a veces también sarcástica. Levantó una ola de admiración y simpatía. Un núcleo de lo más granado de la sociedad y de la gente intelectual la rodeó siguiéndola por todos lados. Alfonsina, en ese momento, pudo sentirse un poco reina.

En una visita que realizó al local de las Lavanderas Unidas, un seudosindicato del socialismo, cuyo local quedaba al final de la avenida Pueyrredón y era frecuentado por personas de raza negra, parda y mulatas, comenzó a dudar de la época en la que vivía; se sintió trasladada a la época colonial y a temer que sus poemas resultaran futuristas, cosa que no ocurrió, ya que logró relacionarse desde el primer momento.
En 1920 viajó a Montevideo, con el fin de leer su poesía y la de Delfina Bunge, esposa del novelista Manuel Gálvez, cuyo libro Poemas fue traducido del francés por Alfonsina, y para dictar una conferencia sobre la poeta Delmira Agustini. Viajó junto a las familias Gálvez y Capdevila. En este viaje conoció a Carlos Quijano, quien años más tarde dirigió el periódico Marcha en ese país. A su regreso se cree que Quijano fue quien la despidió en el puerto arrojando fósforos encendidos.
Visitó el Cementerio del Buceo y escribió su poema Un cementerio que mira al mar centrado en un diálogo con los muertos. También había publicado los libros Irremediablemente y Languidez anteriormente. Este mismo año comenzó a escribir en su nueva casa de José Bonifacio 2011, donde se mudó con su hijo, su poema Ocre que tardó cinco años en publicar reiterando la temática de la mujer.
Al mismo tiempo participó en el grupo Anaconda, una agrupación literaria cuyas reuniones se celebraban en Capital Federal, en el hogar del acuarelista Emilio Centurión. Esta variedad de actividades le produjo estrés a Alfonsina, quien lo manifestó mediante nervios, cansancio y depresión. Viajó varias a veces a Mar del Plata y a Los Cocos, Córdoba, para descansar. También se reunía en los altos del Teatro Empire, lo cual en ese entonces era un cine ubicado en la esquina de Corrientes y Maipú, donde entabló amistad con Nalé Roxlo.
En abril de 1921 ingresó como docente en la Escuela para Niños Débiles del Parque Chacabuco, una institución creada por Hipólito Yrigoyen para contrarrestar los efectos de la pobreza, que albergaba a niños mal alimentados o raquíticos, a quienes se trataba con un programa de sol y ejercitación física. Alfonsina no se sentía a gusto en este empleo porque decía que las autoridades no eran comprensivas con ella.

### Relación con Horacio Quiroga
Horacio Quiroga le recomendó en una carta a José María Delgado viajar a Buenos Aires para conocer a Alfonsina y conversar sobre su poesía; además, comenzó a concurrir al cine con Alfonsina y los hijos de ambos y en una oportunidad en una reunión en una casa de la calle Tronador, donde se reunían los escritores de la época, jugaron a las prendas, consistiendo en que Alfonsina y Horacio debían besar al mismo tiempo las caras de un reloj de cadena que sostenía Horacio. Este rápidamente retiró el reloj en el momento que Alfonsina se aproximaba a sus labios terminando en un beso, episodio que no le causó mucha gracia a su madre, quien se encontraba presente.
Quiroga la mencionó frecuentemente en sus cartas entre los años 1919 y 1922 pero no se sabe a ciencia cierta la duración y el tenor de la relación. La mención del escritor la destaca en un grupo donde no había otras escritoras. En sus misivas a su amigo José María la menciona con respeto por su obra y la trata como su igual y en un aviso que el grupo Anaconda viajaba a Montevideo la lista la encabeza Alfonsina sin el apellido, una demostración de la confianza mutua. Por otra parte, en un aviso del 11 de mayo de 1922 de una visita para días posteriores, anunció que viajaría con sus hijos y con ella y proponía comer todos juntos. Además, Emir Rodríguez Monegal, biógrafo de Quiroga, testimonió el relato de Emilio Oribe, poeta uruguayo que dijo que Quiroga esperó a Alfonsina a la salida de unas conferencias que dio en la Universidad posiblemente sobre la poesía de Delmira Agustini. Quiroga no quiso asistir a este evento pero la esperó a Alfonsina a la salida; ella apareció cubierta de un sombrero de paja que sorprendió a los habitantes del barrio cercano al puerto.
Alfonsina acompañaba a Quiroga al cine, a las tertulias literarias y a escuchar música: a los dos les gustaba Wagner. Frecuentemente viajaron a Montevideo y se tomaron fotografías, donde aparecen alegres. Los viajes se realizaron porque Quiroga fue adscrito del Consulado uruguayo y siempre lo hacía acompañado de intelectuales femeninas.
Cuando Quiroga viajó a Misiones en 1925 ella no lo acompañó por recomendación de Benito Quinquela Martín, quien le dijo: «¿Con ese loco? ¡No!». De esa manera el escritor viajó solo a San Ignacio, dejando su departamento al uruguayo Enrique Amorim. En esa vivienda Alfonsina se presentó en una oportunidad para solicitar noticias de Quiroga, que no escribía. Este viaje duró un año y a su regreso Quiroga restableció la amistad con Alfonsina tras una reunión en una casa que había alquilado en Vicente López, donde se leyeron sus creaciones y, más tarde, salieron al cine y a varios conciertos ofrecidos por la Sociedad Wagneriana.
Esta relación finalizó en 1927, cuando el escritor conoció a María Elena Bravo y contrajo su segundo matrimonio. Nunca se supo si él y Alfonsina fueron amantes, ya que no abordaban el tema del amor como tales. Sí se sabe que ella apreciaba a Quiroga como un amigo que la comprendía, al que le dedicó un poema cuando él se suicidó, diez años más tarde, que presagia su propio final.

Morir como tú, Horacio, en tus cabales,
Y así como en tus cuentos, no está mal;

Un rayo a tiempo y se acabó la feria...

Allá dirán.

Más pudre el miedo, Horacio, que la muerte

Que a las espaldas va.

Bebiste bien, que luego sonreías...

Allá dirán.

### Un nuevo camino para la poesía
En 1923, la revista Nosotros, que lideraba la difusión de la nueva literatura argentina y con hábil manejo formaba la opinión de los lectores, publicó una encuesta, dirigida a los que constituían «la nueva generación literaria». La pregunta estuvo formulada sencillamente: «¿Cuáles son los tres o cuatro poetas nuestros, mayores de treinta años, que usted respeta más?».
Alfonsina Storni tenía en ese entonces treinta y un años recién cumplidos, la edad límite exigida para constituirse en «maestro de la nueva generación». Su libro Languidez (de 1920), había merecido el Premio Municipal de Literatura de la Ciudad de Buenos Aires de Poesía y el Segundo Premio Nacional de Literatura, lo que la colocaba muy por encima de sus pares. Muchas de las respuestas a la encuesta de Nosotros coincidieron en uno de los nombres: Alfonsina Storni.
En 1925 publicó Ocre, que marcó un cambio decisivo en su poesía. Desde hacía dos años era profesora de lectura y declamación en la Escuela Normal de Lenguas Vivas. Su poesía, fundamentalmente de temática amorosa, también se ligó a la temática feminista e intentó desligarse de las hopalandas del Modernismo y volver más la mirada al mundo real. La soledad y la marginación hicieron mella en su salud, y a veces la neurosis le obligaba a dejar su puesto de maestra de escuela.
En ese período, Gabriela Mistral la visitó en la casa de la calle Cuba. Fue un encuentro de importancia para la escritora chilena, ya que lo publicó ese año en El Mercurio. Cuando, previamente, arregló su cita por vía telefónica, le impresionó la voz de Alfonsina; además, le habían dicho que era fea y, por lo tanto, esperaba una cara que no congeniara con la voz. Preguntó por ella cuando la atendió la misma Alfonsina, dado que la imagen no coincidía con la advertencia. «Extraordinaria la cabeza —recuerda— pero no por rasgos ingratos, sino por un cabello enteramente plateado, que hace el marco de un rostro de veinticinco años». Insiste: «Cabello más hermoso no he visto, es extraño como lo fuera la luz de la luna a mediodía. Era dorado, y alguna dulzura rubia quedaba todavía en los gajos blancos. El ojo azul, la empinada nariz francesa, muy graciosa, y la piel rosada, le dan alguna cosa infantil que desmiente la conversación sagaz y de mujer madura». La chilena quedó impresionada por su sencillez, por su sobriedad, por su escasa manifestación de emotividad, por su profundidad sin transcendentalismos. Y sobre todo por su información, propia de una mujer de gran ciudad, «que ha pasado tocándolo todo e incorporándoselo».
Fue nombrada titular en una cátedra del Conservatorio de Música y Declamación, también fue maestra de Castellano y Aritmética en una escuela de Bolívar y además fue designada por el doctor Noel directora del Teatro Infantil Municipal, una decisión que los medios de prensa calificaron como acertada.
En esta época elaboró sus teorías acerca de la relación entre hombres y mujeres con el objetivo de volcarlo en una obra teatral; el resultado se vio reflejado el 20 de marzo de 1927 cuando se estrenó su obra de teatro El amo del mundo, que despertaba las expectativas del público y de la crítica. El día del estreno asistió el presidente Alvear acompañado de su esposa, Regina Pacini. La obra no tuvo una buena crítica, y a los tres días tuvo que ser retirada de cartel, lo que provocó la indignación de Alfonsina.
En la revista Nosotros de abril de 1927 se publicaron los detalles de la puesta en escena y se comentó que un señor apellidado Bengoa se presentó en su departamento de Córdoba y Esmeralda y dijo que era empresario teatral y quería presentar la obra con la esposa de este como intérprete. La actriz le comentó a Alfonsina el deseo de interpretar al personaje de otro modo. En el primer ensayo, Alfonsina observó que el carácter del personaje, Márgara, se había desviado a causa de la falta de acotaciones. Pensó que iba a poder corregir la situación, pero por las realidades comerciales del teatro no lo logró. Intentó hacer otros cambios en la obra pero el director artístico le dijo que había entendido la obra mejor que ella y que tenía la obligación de defenderla, lo que provocó el enojo de Alfonsina, que no concurrió más a los ensayos. El día del estreno descubrió que habían retirado un proverbio hindú de boca de uno de los personajes; más tarde consiguió que lo restituyeran, pero no logró evitar el fracaso de la obra. El diario Crítica tituló: «Alfonsina Storni dará al teatro nacional obras interesantes cuando la escena le revele nuevos e importantes secretos». La escritora se sintió muy dolida por su fracaso, y trató de explicarlo atribuyéndole la culpa al director y a los actores. El cronista recomendó en su crítica incorporar nuevos actores porque los originales podían dañar la escena debido a su profesionalismo mecánico y concluyó que a Alfonsina le faltaba conducir la acción de sus obras con la vivacidad que conduce sus diálogos para que sus obras fueran una pieza fuerte en el teatro argentino. Según esta crítica, la obra parecía «tres diálogos y un final», similar a una tertulia de causeurs que en ocasiones hacían aportes graves e inteligentes. Alfonsina afirmó que el diario Crítica había dado la orden de criticar en forma negativa todo lo que hiciera su compañía sin dar a conocer la razón. Todas las críticas las asumió como el resultado de una conspiración y no fue capaz de hacer una autocrítica para advertir los posibles defectos del texto.
El diario La Nación realizó una crítica que le molestó; ella colaboraba con el diario, y dijo con ironía que era admiradora del crítico Octavio Ramírez pero que nunca lo saludó. Además, se burló del crítico al describirlo en un palco o en la platea, con la cabeza entre las manos, madurando críticas que al día siguiente serían el regocijo del mundo teatral. Adujo que realizó la crítica sin compasión porque Ramírez quería agradar al director artístico que estaba enojado con Alfonsina por los desentendimientos mutuos. Sin embargo, el director del diario Mitre le permitió hacer una réplica en donde realizó consideraciones generales. También reconoció que se realizó una crítica positiva del diario La Prensa a pedido de algún miembro de la empresa pero esta crítica no fue positiva del todo: afirmaba que la comedia no era espontánea y precisa por la inexperiencia de la visión del teatro.
Además criticaba otros detalles del ambiente y del carácter de la protagonista. El común de todas las críticas y lo que Alfonsina no supo interpretar es que el texto tenía escaso sentido teatral. Lo positivo que señalaban estas crónicas eran los parciales aciertos literarios, la actuación del elenco y la del niño Héctor Costa, que le pronosticaban un futuro de actor. La crítica más dura y ofensiva la realizó Edmundo Guibourg, quien afirmó que Alfonsina denigraba al hombre, a lo que ella le replicó que había escrito trescientas poesías dedicadas al «animal razonador». Ramírez también concluyó que la obra era un «alegato con el propósito de defender a la mujer, tiene en su contra la artificiosidad de una situación que, lejos de ser mal permanente, rara vez se presenta y pierde todavía consistencia en su expresión escénica con la insistencia en argumentos de fácil y conocida sofística, destinados a infiltrarnos un convencional y lacrimoso sentido de la vida».
Este fracaso fue difícil para ella, ya que venía de diez años de elogios por cada libro de poemas y ahora estaba exponiendo sus verdades más íntimas. El argumento de la obra es una síntesis de su vida: la mujer que ha sido madre revela su secreto al hombre de quien se enamora y este termina prefiriendo contraer matrimonio con otra de no muy buen pasado pero sin hijos, la mujer termina ayudando a su rival a conquistar el hombre que ama y confiesa la verdad de su origen al hijo, a quien dedica el resto de su vida.

### Poesía en prosa
En 1926 escribió Poemas de amor y ocho años después publicó Mundo de siete pozos. En este lapso se orientó hacia otro género, los relatos en primera persona, a veces con rasgos autobiográficos donde las ideas no pertenecen ni al espacio ni a la poesía ni tampoco a la nota periodística informativa. El diario Crítica publicó en ocasiones estos relatos y uno titulado Psicología de a dos centavos donde una mujer, Juliana, le cuenta por carta a su amiga Amelia los pormenores de su reciente divorcio.
Este relato narra la historia de una mujer recién divorciada que se aloja en una casa de campo y se enamora de un muchacho veinteañero. La idea del texto es definir a la mujer decente; según la autora, para una mujer normal y decente, tres hombres es el número exacto: uno es el pecadillo prematrimonial, el otro es el esposo y el último el nuevo esposo por divorcio. El relato reveló además el placer que provoca la belleza de un hombre joven.

### Los nervios
Hay muchas referencias en correspondencias que hacen alusión a preocupaciones, malos ratos y apuros, a falta de voluntad y a estados variables de salud. Tenía la sensación de que otras personas estaban molestas con ella y se sentía insegura al no poder devolver los favores a quienes se los hicieran, como se comprueba en una carta a Roberto Giusti —fechada posiblemente antes de 1921 porque daba como dirección su casa de Acevedo donde vivió hasta esa fecha— donde le da «Muchas, infinitas gracias por las generosas palabras que dijo usted, respecto de mí el sábado pasado. Creía que usted estuviera molesto conmigo, y aquello me ha aligerado muchísimo». En otra misiva de 1922, pese a su sentimiento de culpa, puede interpretarse que trataba de devolver sus favores, ya que le dijo a Giusti que le había hablado a Cancela —colaborador del suplemento literario— y este le había pedido que le transmitiese a Giusti que aceptarían sus colaboraciones en el diario La Nación. Pasó a ser colaboradora permanente del matutino bajo el seudónimo Tao Lao.
José Ingenieros le recomendó viajar anualmente a Córdoba; una anécdota cuenta que recurrió al jefe de policía para denunciar que los vigilantes la insultaban con malas palabras, otro de los muchos síntomas de paranoia que comenzaba a padecer. Además, sospechaba que estaba enferma de tuberculosis.
En uno de los viajes junto a su hijo Alejandro se hospedó en el hotel de los Molles y le enseñó lo que no aprendió por haber dejado la escuela. Su hijo recuerda que lo hacía con guardapolvo blanco para darle más seriedad al asunto.

### Años de equilibrio
Se mudó al décimo piso de la calle Córdoba y Esmeralda, donde recibía a sus amistades en una pequeña sala adornada con flores, fotos y dibujos de su rostro hechos a lápiz, y siguió escribiendo poemas para La Nación.Y en esa vivienda tuvo intensa participación en el gremialismo literario e intervino en la creación de la Sociedad Argentina de Escritores.
En 1928 falleció Roberto J. Payró y se suicidó el poeta Francisco López Merino, del cual Storni era amiga; se habían conocido en el vestíbulo de un hotel en Mar del Plata durante una celebración literaria: ante un comentario de Merino sobre el clima desagradable, Alfonsina replicó: «Sí, sí, pero ideal para estar entre dos sábanas, con alguien como usted, por ejemplo».
Ese año vivió en Rosario por un año, se intensificaron sus manías y se sentía perseguida pese al reconocimiento de sus pares. Se cree que se reprochaba el hecho de no darle un padre a su hijo. Se creía observada por los mozos de los cafés, los guardas de los tranvías y casi todo ciudadano normal que se cruzara con ella. Para intentar distraerla, su amiga Blanca de la Vega ―compañera de las cátedras del Conservatorio de Música― la impulsó a hacer ese año un viaje a Europa, que repitió en 1931, en compañía de su hijo. Allí conoció a otras escritoras, y la poeta Concha Méndez le dedicó algunos poemas.
Realizó dos viajes a Madrid visitó el Lyceum Club y la Residencia de Señoritas, que dirigía María de Maetzu, donde vivían las estudiantes que cursaban sus carreras en esa ciudad y en los dos lugares dio conferencias y cursos destacándose una titulada Una mujer ultramoderna y su poesía, la cual fue comentada por Eduardo Marquina y Enrique Díez-Canedo en el diario El Sol. En ese viaje visitaron Toledo, Ávila, El Escorial, Andalucía, Sevilla, Córdoba y Granada y luego visitaron París y a su ciudad natal, Sala Capriasca, en Suiza.En el segundo viaje visitó con su hijo de 20 años las ruinas de Pompeya y la ciudad de Ginebra.A su regreso se instalaron en una pensión de la calle Rivadavia al 900, muy cerca del café Tortoni.
Alfonsina participó de la peña del Tortoni junto a Quinquela Martín, Juan de Dios Filiberto y Pascual de Rogatis, entre otros. La peña se llamaba Signos y desde allí se hicieron las primeras emisiones de la radio Stentor y otras actividades culturales. El escritor Federico García Lorca no dejó de ir ni una sola noche en su visita a Buenos Aires de 1934.
En una cena en la Cámara del Libro en su honor conoció al novelista Carlos Soldevilla y al poeta catalán José María de Segarra. Este último escribió en El Mirador una crónica en su homenaje que puso muy  contenta a Alfonsina y, además, la comparó con Rubén Darío.
En Buenos Aires la visitaron en su casa de la calle Rivadavia, Luisa Albornoz, una amiga de años y presidenta de la Asociación de Bachilleres del Liceo Nro. 1 y un grupo de muchachas, entre las que se encontraba Julieta Gómez Paz, que integraron la subcomisión de Cultura. Durante la visita le solicitaron que realizase una conferencia, petición que aceptó a cambio de la lectura de su obra Cimbelina en 1900 y pico que estaba en etapa de pruebas. El encuentro se realizó a las 17:30 horas del 17 de octubre de 1926 en el salón de actos del Museo Social Argentino que por entonces funcionaba en Maipú al 600. Asistieron profesores del establecimiento y se notaron las ausencias de sus autoridades.

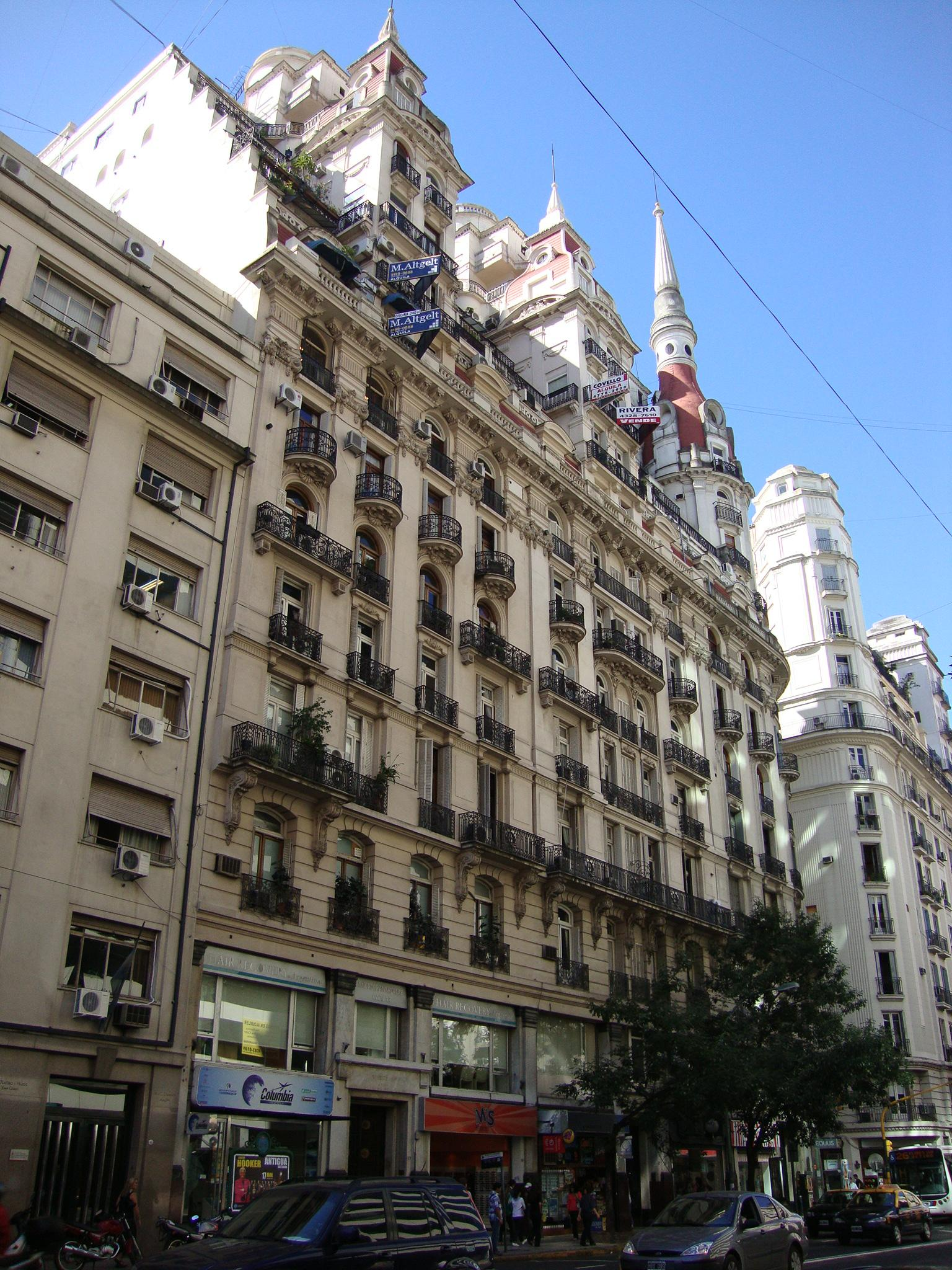
Edificio de departamentos creado por la constructora Bencich Hermanos en 1927. En uno de esos apartamentos vivió Storni.

En 1931 el intendente municipal José Guerrico nombró a Alfonsina jurado: era la primera vez que ese nombramiento recaía en una mujer. Alfonsina se alegró de que comenzaran a ser reconocidas las virtudes de la mujer y afirmó en un diario refiriéndose a su designación: «La civilización borra cada vez más las diferencias de sexo, porque levanta a hombre y mujer a seres pensantes y mezcla en aquel ápice lo que parecieran características propias de cada sexo y que no eran más que estados de insuficiencia mental. Como afirmación de esta limpia verdad, la Intendencia de Buenos Aires declara, en su ciudad, noble la condición femenina».
En 1932, publicó sus Dos farsas pirotécnicas: Cimbelina en 1900 y pico y Polixena y la cocinerita. También colaboró en los diarios Crítica y La Nación y sus clases de teatro fueron su rutina diaria.
En un artículo publicado en la revista El Hogar ese año, se quejó de la fotografías que le tomaron, ya que se notaban sus cuarenta años, y, según ella, los ojos parecían garabatos y la nariz un muñón deforme.
Alfonsina viajó a menudo a una casita que su amiga María Sofía Kusrow («Fifi») construyó en un campo en Colonia, en el Real de San Carlos. Esa propiedad figura hoy en los folletos turísticos como la casa de Alfonsina. Viajaba de improviso porque le gustaba la limpieza de sus habitaciones y los postres de leche. Su amiga Fifi era divertida y alimentaba las vacas con los frutos que cosechaba de los árboles.
También en esa época inició amistad con la poeta Haydée Ghío, con quien concurrió a la Peña del hotel Castelar, donde Alfonsina cantaba de mesa en mesa algunos tangos acompañada por el piano. Así la recuerda Conrado Nalé Roxlo interpretando Mano a mano y Yira yira. También en este lugar conoció a Federico García Lorca durante la permanencia de este en Buenos Aires entre octubre de 1933 y febrero de 1934. El poema «Retrato de García Lorca» ―que fue publicado en Mundo de los siete pozos― le fue dedicado a él y tiene frases premonitorias de la muerte del poeta español.

Apagadle
la voz de madera,
 cavernosa,
 arrebujada
 en las catacumbas nasales.
 Libradlo de ella,
 y de sus brazos dulces,
 y de su cuerpo terroso.
 Forzadle sólo,
 antes de lanzarlo
 al espacio,
 el arco de las cejas
 hasta hacerlos puentes
 del Atlántico,
 del Pacífico...
 Por donde los ojos,
 navíos extraviados,
 circulen
 sin puertos
 ni orillas...

En Montevideo acudió a las reuniones organizadas por María V. de Muller, fundadora de la asociación de Arte y Cultura que celebraba los encuentros en el paraninfo de la universidad, lugar al que asistían la mayoría de escritores latinoamericanos del momento. Alfonsina fue invitada y recitó Polixema y la cocinerita el 12 de julio de 1934. La señora de Muller le prestó una habitación en su casa para que se alojara, donde tenía los vidrios oscurecidos para que la luz no la molestara. En una carta que Alfonsina le escribió a María en abril de ese año le pidió perdón por no haberle copiado los versos solicitados antes.
En 1934 también publicó, después de ocho años, un nuevo libro llamado Mundo de siete pozos, una recopilación de poemas que dedicó a su hijo Alejandro. Gabriela Mistral, al leer el libro, comentó que poetas como ella nacen cada cien años. La foto de la tapa estaba dedicada a María Muller y era una prueba de cómo le gustaba lo que la vida le ofrecía a los cuarenta años. Lucía el pelo corto, la cabeza inclinada con coquetería y el brazo extendido en forma graciosa.
Ese verano lo pasó en el Real de San Carlos con su amiga Fifí, realizó largos paseos por el río descalza, descargó sus nervios y en su habitación durmió largas noches y también siestas, situación que repitió al verano siguiente agregando días en Montevideo y otros en Pocitos, en un hotel. En ese verano dieron comienzo sus problemas de salud.
El 23 de mayo de 1936, en el acto de inauguración del Obelisco de Buenos Aires, dio varias conferencias y en una de ellas señaló que la ciudad no tenía ni su poeta, ni su novelista, ni su dramaturgo pero sí su cantante de tango y señaló el barrio Sur como el baluarte de esa canción porteña. La conferencia se tituló Desovillando la raíz porteña y fue transmitida por radio.
Unos días después en otra ponencia llamada Teresa de Jesús en sangre, en la primera fundación de Buenos Aires señaló las similitudes de su letra con la de Teresa de Jesús y explicó las propiedades de la creatividad femenina. Alfonsina aceptó en esta ponencia la idea común de ese entonces que hace de la mujer algo así como un ancla, al contrario que sus primeras afirmaciones poéticas en las que preguntaba a su madre las claves de su nacimiento.
En 1937 escribió su último libro llamado Mascarilla y trébol publicado al año siguiente. Lo compuso durante las noches en Bariloche, y trató de desarrollar una nueva forma de pensar la poesía y, por consiguiente, una nueva forma de pensar el mundo. Tenía que superar la muerte de Horacio Quiroga y evitar el retorno de la suya; se cuidaba de todo, cuando comía pan dejaba el trozo que había usado para sostenerlo. Su amiga Fifí Kusrow comprobó que estaba haciendo un exorcismo. De estos cambios habló en el prólogo de su último libro.
Alfonsina reflexionó sobre el resto de su vida, a los cuarenta y cinco años de edad y habiendo sufrido una enfermedad que difícilmente tuviese cura. Sabía que la amenaza estaba pendiente y lo reflejó en sus versos. El libro lo finalizó en diciembre de 1937 y se lo dio al amigo de sus inicios, Roberto Giusti. Cuando este lo recibió lo leyó detenidamente y observó una manera particular de plantearse las asociaciones poéticas que le hizo recordar al español Góngora; principalmente, le llamó la atención la insistencia en el paisaje, sobre todo en el río. En un reportaje del año 1938 admitió que el libro le pareció «carecer de alma».
En enero de 1938 Alfonsina pasó sus vacaciones en Colonia y recibió el 26 de ese mes una invitación del Ministerio de Instrucción Pública Uruguayo que intentaba reunir en un mismo acto a las tres grandes poetas del momento: Juana de Ibarbourou, Gabriela Mistral y ella. Se realizó en el Instituto Vázquez Acevedo solicitando la misiva «que haga en público la confesión de su forma y manera de crear». Esa invitación llegó un día antes del encuentro, fue en auto en compañía de su hijo y durante el trayecto escribió su conferencia sobre una valija que apoyó en sus rodillas. Es así que encontró un título divertido para la misma: «Entre un par de maletas a medio abrir y las manecillas del reloj». El resultado del encuentro fue exitoso y el público la aplaudía todo el tiempo, interrumpiendo su charla. Entre los presentes se encontraba Idea Vilariño.
En el viaje de regreso le comentó a su hijo los temores por la fragilidad de su salud, y también le expresó sus miedos a otras personas. Antes de regresar a Buenos Aires se hospedó en Colonia en la casa de su amiga Fifí, y una tarde en que salieron a caminar y se cruzaron con una víbora, expresó: «Esto no es bueno para mí» y agregó, riéndose: «Si alguna vez supiera que tengo una enfermedad incurable, me mataría. Alejandro puede defenderse y mi madre no necesita de mí». Al regresar a Buenos Aires se enteró del suicidio de Leopoldo Lugones en un recreo de Tigre y también de la hija de Horacio Quiroga, Eglé, con solo veintiséis años. Fue al Tigre todos los domingos ese año.

### Enfermedad
Un día, cuando se estaba bañando en el mar, una ola fuerte y alta le pegó en el pecho a Alfonsina, quien sintió un dolor muy fuerte y perdió el conocimiento. Sus amigos la llevaron hasta la playa. Cuando recobró el conocimiento descubrió un bulto en el pecho que hasta el momento no se notaba pero en esa oportunidad se podía tocar con la mano. Al regresar a la capital le quiso restar importancia al hecho, pero la verdad se impuso y debió buscar el apoyo de sus amigos. Ellos trataban de restarle importancia pero le aconsejaron acudir a un médico. Blanca de la Vega, una de sus amistades, recordó que Alfonsina la había llevado hasta su dormitorio y se había descubierto el pecho para que tocase la dureza. El encargado de acompañarla a la consulta fue Benito Quinquela Martín a quien le había solicitado ayuda un mediodía en su estudio. Ella le comentó que su estado era grave y que su hijo era muy joven como para enfrentar la situación. El pintor trató de disimular su sorpresa y le recomendó consultar a un especialista. Ese especialista fue el doctor José Arce. Para mantenerse tranquila los días previos a la operación contó con el apoyo de sus amigos y también ayudó un reportaje para la revista Multicolor (suplemento del diario Crítica) del 18 de mayo de 1935, que sirvió de distracción.
El 20 de mayo de 1935, Alfonsina fue operada del cáncer de mama en el sanatorio Arenales. Se pensaba que era un tumor benigno, pero en realidad tenía ramificaciones. La mastectomía le dejó grandes cicatrices físicas y emocionales. Siempre había sufrido de depresión, paranoia y ataques de nervios, pero ahora los síntomas de enfermedad mental se recrudecieron. Se volvió recluida y evitaba a sus amistades. Su reposo lo realizó en «Los Granados», una casa de la familia Botana en Don Torcuato (en el norte de Buenos Aires). Fue atendida especialmente por Salvadora y una exalumna, Felisa Ramos Mozzi quienes junto a una enfermera contratada por los Botana la cuidaban en turnos.
La quinta estaba rodeada por un parque que era una pequeña reserva natural con pavos reales, pequeños osos y plantas exóticas de varias especies y además tenía una biblioteca muy completa, pero Alfonsina no pudo disfrutar de la estadía por sentirse vulnerable a la enfermedad; solo quería estar rodeada de amigas. Es así que invitó a Fifí Kustow a permanecer unos días con ella, pero su amiga no aceptó la invitación porque, cuando fue a visitarla, Alfonsina le enseñó un revólver que tenía para defenderse en caso de robo y a Fifí no le gustó la idea de dormir con un arma al lado. Cuando Haydée Ghío la visitó, Alfonsina le dijo «Haydecita, mi cuerpo, mi cuerpo».
Después de veinte días de reposo y habiendo pasado una noche de tormenta que la asustó, resolvió irse a su casa de la calle Suipacha 1123 donde vivió hasta el año 1937 y posteriormente se mudó al edificio Bouchard House frente al Luna Park.
Su carácter cambió, ya no visitó más a sus amistades y no podía admitir sus limitaciones físicas; deseaba vivir pero no aceptaba los tratamientos impuestos por los médicos. Solo asistió a una sesión de rayos que la dejó exhausta y no pudo soportar el tratamiento. No permitía que su hijo la besara y se lavaba las manos con alcohol antes de acercarse a él o de cocinar.
Unos años antes, se había realizado un examen de quirología con Eugenio Soriani, un italiano estudiante de ingeniería electrotécnica en el Politécnico de Turín. El estudio fue parte de una nota para la revista El Hogar y se publicó el 29 de mayo de 1935, cinco días antes de la cirugía. El resultado de este examen fueron detalles de la vida privada de la escritora, de sus capacidades intelectuales y se le pronosticó un debilitamiento de la salud a los 44 y a los 55 años de edad, previendo una vida de más de 70 años. Este pronóstico no fue certero. A dos días del fallecimiento de Alfonsina el quirólogo comentó en una nota para Noticias Gráficas que la escritora estaba intranquila e impresionada y solicitó que las revelaciones no fueran publicadas. Con el consentimiento de Soriani y del periodista, el trato fue cumplido.

### El final
La conferencia de Montevideo fue un presagio: las maletas estaban a medio cerrar y el reloj apuraba su marcha. A mediados de 1938 apareció Mascarilla y trébol y una Antología poética con sus poemas preferidos. La escritura de estos libros le demandó varios meses. Cuando inscribió su libro en el Concurso de Poesía, le preguntó al director de la Comisión Nacional de Cultura, Juan José de Urquiza «¿Y si uno muere, a quien le pagan el premio?», pregunta que el señor se la tomó a broma, pero luego sus amigos extrajeron conclusiones de este dicho.
Otro suceso fue una solicitud a su amiga Fifí para hospedarse en su casa Real de San Carlos, pero esta le dijo que esos días tenía visitas y Alfonsina resolvió viajar a Mar del Plata. Cuando su amiga le pidió que no fuera porque esa ciudad la alteraba bastante, respondió: «Tenés miedo de que muera en tu casa», y además le dio la dirección donde se hospedaría en la ciudad balnearia. El domingo 16 de octubre se encontró en Tigre con la poeta Abella Caprile. Esta le comentó sobre su poema «Romancillo cantable» publicado en La Nación y Alfonsina le dijo que podía ser el último y le confesó que la neurastenia la hacía pensar en suicidarse. Su amiga le prometió que rezaría unas oraciones por ella.
El 18 de octubre de 1938 viajó a Mar del Plata. Fue a la estación Constitución acompañada de su hijo Alejandro ―de 26 años― y de Lidia Oriolo de Pizzigatti, dueña del hotel donde se alojaba frecuentemente en la calle Tres de Febrero. Cuando el tren partió le dijo a su hijo que le escribiese, que lo iba a necesitar.
Alfonsina le escribió dos cartas de contenido ambiguo a su hijo, el 19 y 22 de octubre, en las que parecía que luchaba contra la decisión de terminar con su vida. El jueves 20 escribió todo el día en el hotel abrigada con un poncho catamarqueño, aunque era primavera. Al día siguiente un dolor en el brazo le impidió continuar con su tarea. Sin embargo, se esforzó y el sábado despachó una carta en el buzón. Contenía su poema «Voy a dormir», el último que escribió. El domingo tuvo que concurrir el doctor Serebrinsky porque ya no soportaba el dolor. El lunes le solicitó a la mucama que escribiese por ella una carta para Alejandro y a las once y media se acostó a dormir.
Desde allí, envió tres cartas: una a su hijo, Alejandro; otra a Gálvez, para que procurase que a su hijo no le faltase nada y un poema de despedida al diario La Nación:

Dientes de flores, cofia de rocío,
manos de hierbas, tú, nodriza fina,
 tenme puestas las sábanas terrosas
 y el edredón de musgos escardados.

Voy a dormir, nodriza mía, acuéstame.

Ponme una lámpara a la cabecera,

una constelación, la que te guste,

todas son buenas; bájala un poquito.

Déjame sola: oyes romper los brotes,

te acuna un pie celeste desde arriba

y un pájaro te traza unos compases

para que olvides. Gracias... Ah, un encargo,

si él llama nuevamente por teléfono

le dices que no insista, que he salido...

Hacia la una de la madrugada del martes 25 de octubre de 1938, Alfonsina Storni abandonó su habitación y se dirigió a la playa La Perla. Esa noche su hijo Alejandro no pudo dormir; a la mañana siguiente, lo llamó la dueña del hotel para informarle que le habían reportado del hotel que su madre estaba cansada pero bien.
Esa mañana, la mucama Celinda había golpeado la puerta del dormitorio para darle el desayuno y no obtuvo respuesta y pensó que era mejor dejarla descansar y fue lo que le comunicó a la dueña. Pero cuando dos obreros descubrieron el cadáver en la playa, se difundió la noticia; su hijo se enteró por radio y el cuidador del hotel, José Porto, se lo confirmó vía telefónica. Hay dos versiones sobre el suicidio de Alfonsina Storni: una de tintes románticos, que dice que se internó lentamente en el mar, y otra, la más apoyada por los investigadores y biógrafos, que afirma que se arrojó a las aguas desde una escollera.
A la tarde, los diarios titulaban sus ediciones con la noticia: «Ha muerto trágicamente Alfonsina Storni, gran poeta de América». La sorpresa obligó a reconstruir el hecho. A las ocho de la mañana, los obreros de la Dirección de Puertos Atilio Pierini y Oscar Parisi observaron algo flotando a doscientos metros de la playa La Perla y que podría tratarse de una persona. Pierini se arrojó al agua mientras su compañero denunciaba el evento a la policía. Actuaron la Comisaría Primera y la Subprefectura; los cabos Antonio Santana y Dámaso Castro ayudaron al joven obrero a llevar el cuerpo sin vida a la orilla. Determinaron que era una mujer bien vestida y que había estado flotando poco tiempo. Una ambulancia la trasladó a la morgue, donde fue examinada por el doctor Bellati, quien reconoció a Alfonsina Storni cuando destapó el cuerpo. Se especuló que Storni se arrojó desde la escollera del Club Argentino de Mujeres a doscientos metros de la costa. Sobre la escollera se encontró uno de sus zapatos, el cual se había enganchado con los hierros en el momento en que su dueña se había arrojado al mar.
Esa misma tarde, en el Colegio Nacional de Mar del Plata se organizó un homenaje al que asistieron autoridades, alumnos y periodistas y a las veinte y treinta el ataúd fue trasladado a la estación Norte del ferrocarril para llevarlo a Buenos Aires. La gente le arrojó flores durante el traslado. El tren con los restos de Alfonsina Storni llegó a Plaza Constitución al día siguiente a las siete y treinta de la mañana.
Esperaban los restos dos filas de alumnos del Instituto Lavardén y su hijo Alejandro con sus amigos Arturo Capdevila, Enrique Banchs, Fermín Estrella Gutiérrez y Manuel Ugarte, quienes condujeron el féretro hasta el Club Argentino de Mujeres en la calle Maipú al 900 donde se llevó a cabo el velorio. Ugarte colocó sobre las manos de Storni unas rosas blancas.
El cortejo fue acompañado, según el diario Crítica, por un desfile iniciado en la plaza San Martín, siguiendo por Arenales y Libertad hasta la avenida Quintana sumándose gente en el recorrido. Demoró una hora en llegar al destino final: arribó a las dieciséis y treinta horas, donde aguardaban las autoridades nacionales y el doctor Sagarna, miembro de la Corte Suprema de Justicia, además de sus colegas escritores. A su entierro asistieron los escritores y artistas Enrique Larreta, Ricardo Rojas, Enrique Banchs, Arturo Capdevila, Manuel Gálvez, Baldomero Fernández Moreno, Oliverio Girondo, Eduardo Mallea, Alejandro Sirio, Augusto Riganelli, Carlos Obligado, Atilio Chiappori, Horacio Rega Molina, Pedro M. Obligado, Amado Villar, Leopoldo Marechal, Centurión, Pascual de Rogatis, Carlos López Buchardo y Camila Olivieri, entre otros.
Los discursos de despedida fueron iniciados por el titular de la SADE, Manuel Ugarte y una vez finalizados los restos de Alfonsina Storni fueron depositados en el Cementerio de la Recoleta en la bóveda familiar de Salvadora Onrubia, esposa de Natalio Botana, periodista y director del diario Crítica, quienes financiaron la ceremonia, pero en 1963 se trasladó el féretro al «Recinto de las Personalidades» del Cementerio de la Chacarita, donde actualmente reposan en el interior de una escultura realizada por Julio César Vergottini.
Al otro día La Nación publicó su poema de despedida, «Voy a dormir», que termina con un misterio poético que ninguna biografía podrá develar. Dice:

Si él llama nuevamente por teléfono

le dices que no insista, que he salido...

Casualmente, en un período de 20 meses, no solo murió Storni sino también sus amigos y escritores Horacio Quiroga y Leopoldo Lugones (ambos por suicidio).

## Críticas
Según Alberto Acereda, la obra de Alfonsina Storni es una defensa a la libertad artística e individual. Su vida y obra es un mito iconográfico de un activismo resentido contra lo masculino. Afirma que ella es un mito más; sus letras muestran a una excelente poeta del amor, una mujer luchadora por la igualdad femenina que no se la puede ubicar en el feminismo radical. En su vida y obra se entremezclan emoción, sentimiento y reflexión; su poesía es erótica humanamente, busca el amor, tiene vivencias y poesía de su ego angustiado que termina con el suicidio.
Acereda afirma que Storni fue feminista en el sentido literal de la palabra, ya que siempre buscó la igualdad entre el hombre y la mujer. Tuvo el coraje necesario para oponerse a la regla que exigía la virginidad femenina pero no la masculina. De aquí nació su obra Tú me quieres blanca, heredera del Hombres necios de Sor Juana. Lo mismo ocurre en poemas como Hombre pequeñito, La que comprende, Siglo XX o Veinte siglos, textos basados en la búsqueda de la igualdad real para la mujer en el medio. Se pueden poner como ejemplo además La inquietud del rosal (1916), El dulce daño (1918), Irremediablemente (1919), Languidez (1920), y los posteriores Ocre (1925), Mundo de siete pozos (1934) y Mascarilla y trébol (1934) y otras creaciones en prosa y teatro como un intento de lograr la libertad femenina contrarrestando la tendencia machista de ese entonces.
El autor afirma que hay críticas del feminismo radical que presentan la obra de Alfonsina Storni dentro de un lenguaje complicado y enmarañado lleno de pura demagogia dando una falsa idea de sabiduría. Estas críticas radicales conforman un hilo complicado que termina por cansar. Lo real (según Acereda) es que en ella está el «yo» de mujer, el sentimiento encarnado en la mujer que aboga por la igualdad con el varón pero admite la necesidad de él como compañero.
Por su parte, el crítico José Miguel Oviedo señaló que ni el contexto ni la manera de pensar de Alfonsina Storni permiten dudar de su deseo de igualar al hombre con la mujer porque no hay ninguna ironía en esos versos.
Otras críticas califican a la obra de Alfonsina Storni como prolífica, vigorosa y original, y afirman que cambió las letras latinoamericanas. Con cada una de sus publicaciones se incrementaba su importancia literaria y los críticos mostraban más interés en su obra. Estas críticas ubican a las obras en el modernismo caracterizado además en el acento romántico, la profundidad lírica y la sencillez.
Jaime Martínez Tolentino divide en dos etapas a la obra de Alfonsina Storni. La primera es de corte romántico y abarca desde La inquietud del rosal hasta Poemas de amor, los cuales están basados en las temáticas del amor carnal y espiritual, con dimensiones eróticas y sensuales dejando ver insatisfacción y resentimiento hacia la figura masculina. También afirma, como Acereda, que en su obra la poeta defendió los derechos de la mujer y que además se preocupó por el contenido de sus obras y empleó una gran cantidad de estructuras poéticas.
La segunda etapa de la clasificación de Martínez Tolentino comienza con Mundos de siete pozos y afirma que su título «…sirve de metáfora para aludir a la imagen de la cabeza humana y obra donde se observa el predominio del intelecto sobre las emociones». La poeta abandonó el erotismo concreto y la nota autobiográfica, para pasar a escribir sobre el amor de una forma más abstracta y reflexiva utilizando en ocasiones la ironía. Además, se centra más en el contenido de su poesía y utiliza más el verso libre y soneto sin rima. En palabras del crítico: «…su poesía se vuelve más depurada y pura, más hermética y más repleta de simbolismo oscuro, y la poeta comienza a rehuirle a las formas poéticas de mayor libertad para acercarse a otras de mayor restricción formal».
El poeta Jorge Valdivieso reflexionó acerca de la obra literaria y poética de Alfonsina Storni:

La obra poética de Alfonsina Storni ha producido reacciones muy distintas en la crítica, pero en general se ha tomado su creación como ejemplo de la vida de una mujer atormentada por el amor y por las limitaciones sociales que se imponían a la mujer de su época.

La licenciada chilena Elizabeth Frances Richter Barragán afirma que las letras poéticas de Alfonsina presentan un conjunto de metáforas y ejercicios de introspección que la hacen una viajera de sí misma. Según Richter, la poeta expresó en sus escritos un gran número de estados de alma e ilustró el miedo a través del lenguaje incluyendo la muerte. Este último tema se presenta en los poemas Versos otoñales, Melancolía y finalmente Voy a dormir, redactado especialmente para anunciar su suicidio.
Frances Richter manifiesta, además, que la vida de Alfonsina estuvo marcada por el dolor y la muerte a raíz del cáncer mamario que se presentó a una edad muy joven. La poesía refleja la espera del momento final que evoluciona con el transcurrir de los años. En las letras, Alfonsina demostró un estado de vejez espiritual que presenta su cuerpo como un «recipiente de las aguas frías y del hielo que bañan su alma envejecida por una muerte inminente y dolorosa». Y finalmente las letras de su poema de despedida, el «Voy a dormir» enviado al diario La Nación, anuncian la partida final y su postura frente a la muerte. No es un viaje hacia el interior sino que lo es hacia la madre tierra, madrina de su alma y de su mundo.
La licenciada finalmente concluye que el tema de la muerte lo manifestó de varias formas: temor, rebeldía, aceptación, amor y por último la entrega. Las letras que provenían de su alma reflejan versos hermosos, desgarrados e intensos pero a la vez demostrando el temor a la muerte.
En una clasificación realizada por la Crítica Literaria, la obra entre los años 1916 a 1925 se encasilla en «tardorromántica» y a partir de Ocre se provocará un cambio que se confirma en Mundo de siete pozos y Mascarilla y trébol presentando señales de vanguardismo y nuevos recursos estéticos como el antisoneto. Mereció un análisis separado la obra Poemas de amor, que presenta un tardorromanticismo por una parte y lirismo y crítica irónica por el otro; se muestra al amor como algo inalcanzable, efímero y fugaz, y como un incentivo de vida y de muerte. Constituye un punto de vista de un cuerpo y una voz femenina que atrae masivamente a un público numeroso y provoca desconfianza en sus colegas escritores. La obra puede verse como la afirmación de una escritora mujer en un ambiente histórico cultural latinoamericano e internacional, construyendo cierto discurso regular en la variedad de géneros literarios.
Sobre Poemas de amor, la misma Alfonsina dice en el prólogo que «son frases de estado de amor escritos en pocos días
ya hace algún tiempo» y no los considera una obra de literatura, sino «una lágrima de las tantas lágrimas de los ojos humanos». Además, está lleno de un sentimiento amoroso exagerado escrito probablemente sobre la pasión, en sus cuarenta y siete versos en prosa escritos en el tiempo verbal presente del indicativo casi por completo y donde se pueden leer relatos basados en el sentimiento amoroso con un tono erótico sensual elevado que difieren intencionalmente el orden literario de su tiempo histórico.
Una vez finalizada la obra en prosa poética se dedicó al verso donde la indagación poética es constante y no expresa el tema amoroso con tantos desbordes y delirios. Parece que ya no le interesaba traspasar ese límite, dando a entender el agotamiento de este tema y dando lugar a otros más cercanos a la conciencia racional y estética.

## Reconocimientos
El 21 de noviembre de 1938 el Senado de la Nación le rindió un homenaje con un discurso del senador Alfredo Palacios, quien se centró en el contexto social para explicarse con claridad. Palacios dijo:

Nuestro progreso material asombra a propios y extraños. Hemos construido urbes inmensas. Centenares de millones de cabezas de ganado pacen en la inmensurable planicie argentina, la más fecunda de la tierra; pero frecuentemente subordinamos los valores del espíritu a los valores utilitarios y no hemos conseguido, con toda nuestra riqueza, crear una atmósfera propicia donde puede prosperar esa planta delicada que es un poeta.
Alfredo Palacios

En la costa de Mar del Plata, en la playa La Perla, se erige un monumento realizado por el escultor Luis Perlotti, que es utilizado como lugar de peregrinación y de escritura de grafitis. Similar reconocimiento se le ha realizado en otra localidad costera de la provincia de Buenos Aires, Santa Teresita, donde una estatua de su figura fue emplazada en la Avenida Costanera y Calla 30. Y en la ciudad de Punta Arenas se erige otro monumento dedicado a la poeta, ubicado en la plaza que está en Avenida Cristóbal Colón con Avenida España. Fue inaugurado en 1973 por las municipalidades de Punta Arenas (Chile) y de Ushuaia (Argentina), dedicado a la muestra de fraternidad e integración entre ambos países. Este busto de bronce, sobre un monolito de roca y cemento, fue creado por el escultor Montero Martinelli.
Su suicidio inspiró la canción «Alfonsina y el mar», de Ariel Ramírez y Félix Luna, que ha sido interpretada por innumerables músicos de lengua española, destacándose la versión de Mercedes Sosa y la versión de Chabuca Granda. El grupo de música celta Bad Haggis también grabó una canción titulada «Templo de agua», inspirada en el suicidio y compuesta e interpretada en colaboración con el panameño Rubén Blades. También los compositores argentinos Saúl Cosentino y Juan María Solare han musicalizado diversos poemas suyos. Desde 1996 hasta 2010, la actriz Amelia Bence la interpretó en "Alfonsina, el mar y yo" (obra que intercalaba música y poesía) en diversos teatros latinoamericanos. Ella fue alumna de Storni en el Teatro Infantil Lavardén durante la década de 1920.
Con motivo de la celebración del septuagésimo aniversario de su muerte, la Asociación Mujeres en el Arte de Valencia en colaboración con O2 Project decidió rendirle un homenaje a la poeta, para lo cual se realizaron una serie de conciertos en Nueva York, Luxemburgo, Bremen y Buenos Aires entre enero y julio de 2009 con obras musicales basadas en sus textos.
Varias calles llevan su nombre en localidades de Argentina como en el barrio porteño de Saavedra, en el barrio Paso Piedras de la localidad de Junín, en Rosario, en Concepción del Uruguay y en Mar del Plata. En España, la ciudad de Santander también tiene una calle nombrada en su honor.

### Usadas como referencia
- Delgado, Josefina (1991). Alfonsina Storni: una biografía. Buenos Aires: Planeta. ISBN 9789507420207.
- — (2006).  Diario La Nación, ed. Alfonsina Storni, la caricia perdida. Aguilar. ISBN 987-04-0483-9.
- Uruguay Educa, Portal Educativo de Uruguay. Apuntes sobre su vida y obra. Archivado desde el original el 17 de marzo de 2012. Consultado el 2 de junio de 2010.
- Apa. Rocha, Nildicéia. Alfonsina Storni: la formación de la subjetividad femenina/feminista. Archivado desde el original el 25 de noviembre de 2011.
- Méndez, Claudia Edith (2004).  Universidad de Maryland, ed. Alfonsina Storni: Análisis y contextualización del estilo impresionista en sus crónicas. Maryland. Consultado el 1 de septiembre de 2015.
- Diz, Tania (2005).  Revista Científica de la Universidad de Ciencias Empresariales y Sociales, vol. IX, núm. 1, ed. Periodismo y tecnologías de género en la revista La Nota, 1915 - 1918. Buenos Aires. Consultado el 1 de septiembre de 2015.
- Delgado, Josefina (2011). Alfonsina Storni : una biografía esencial. Random House Mondadori S.A. ISBN 978-987-566-776-1. OCLC 1292074576. Consultado el 26 de febrero de 2023.

### Traducciones
- Poemas citadinos/Motivos de ciudad, Gleiton Lentz (trad.), (n.t.) Revista Literária em Tradução, n.º 2. Florianópolis (Brasil), marzo de 2011. ISSN 2177-5141.